# Scilla peruviana
Scilla peruviana (esquila portuguesa) es una especie de plantas de la familia Asparagaceae originaria del Mediterráneo, España, Italia y Norte de África.
Tiene muchos nombres comunes: flor de la corona, flor de la piña, jacinto azul estrellado, jacinto portugués, mosquera sevillana.

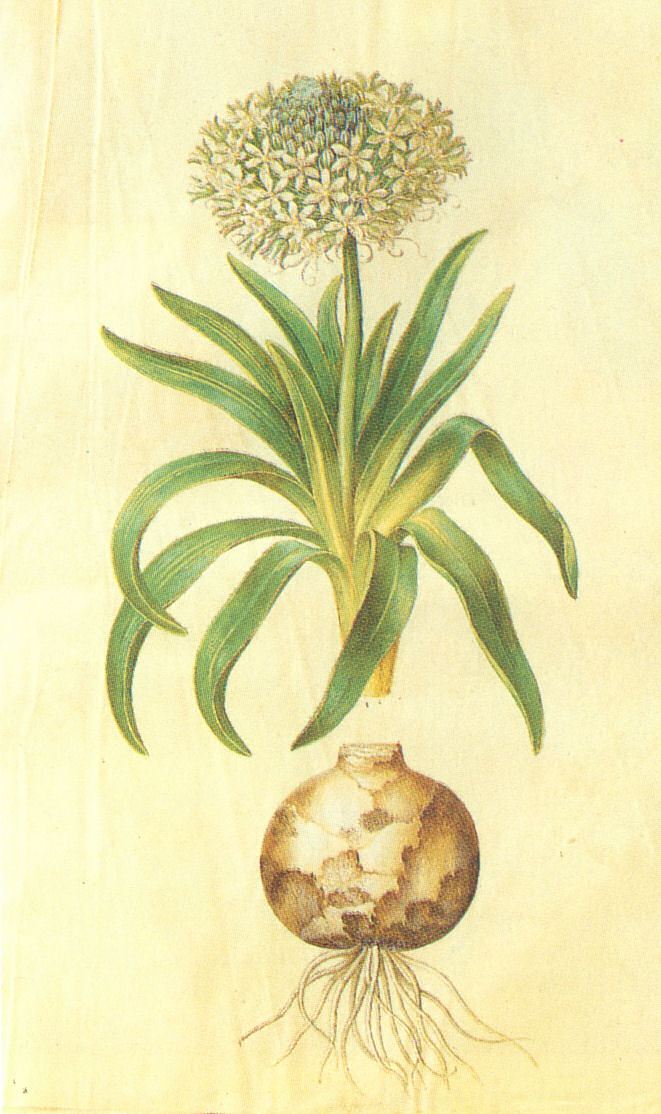
Ilustración

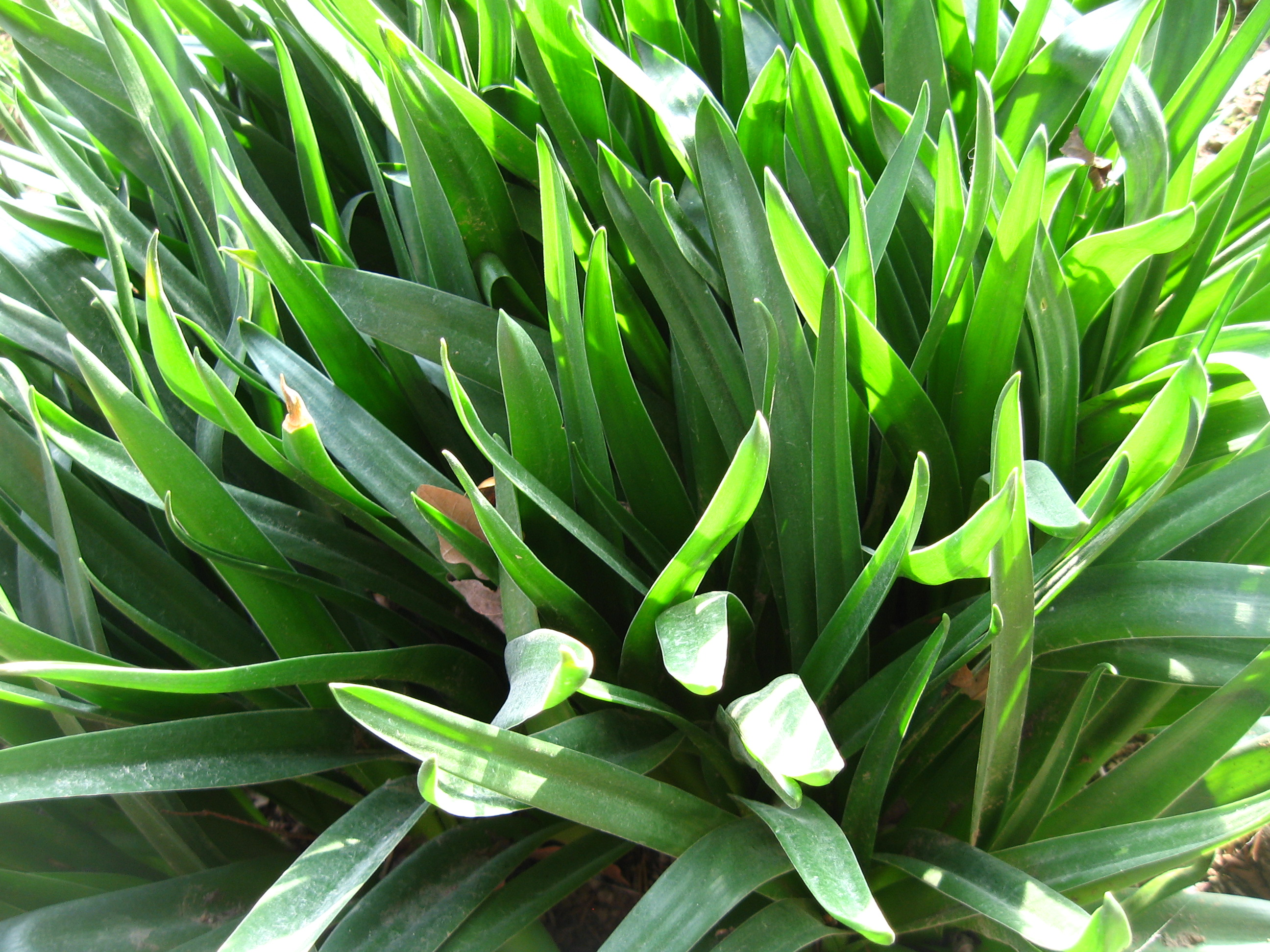
Detalle de las hojas

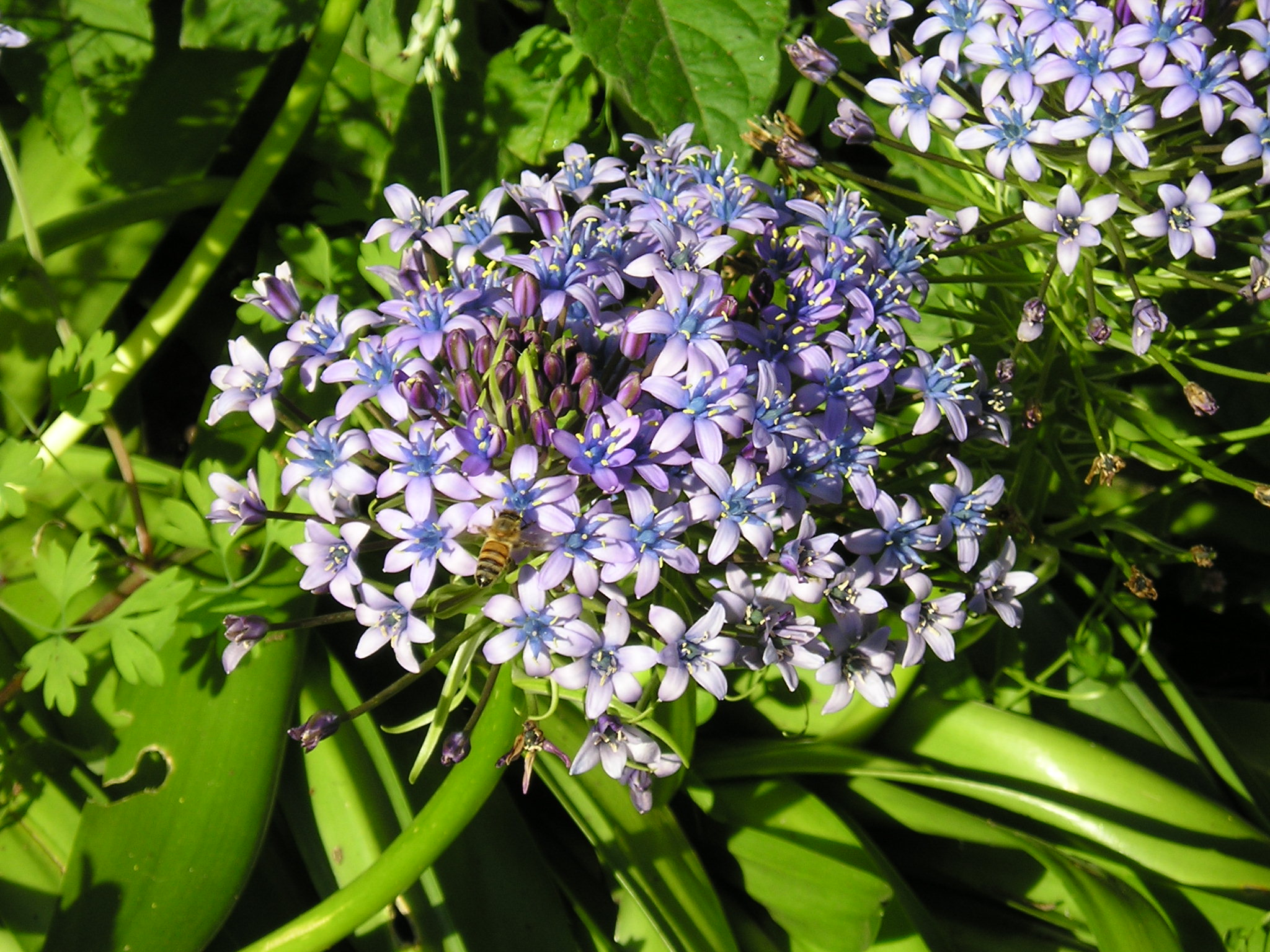
Inflorescencia

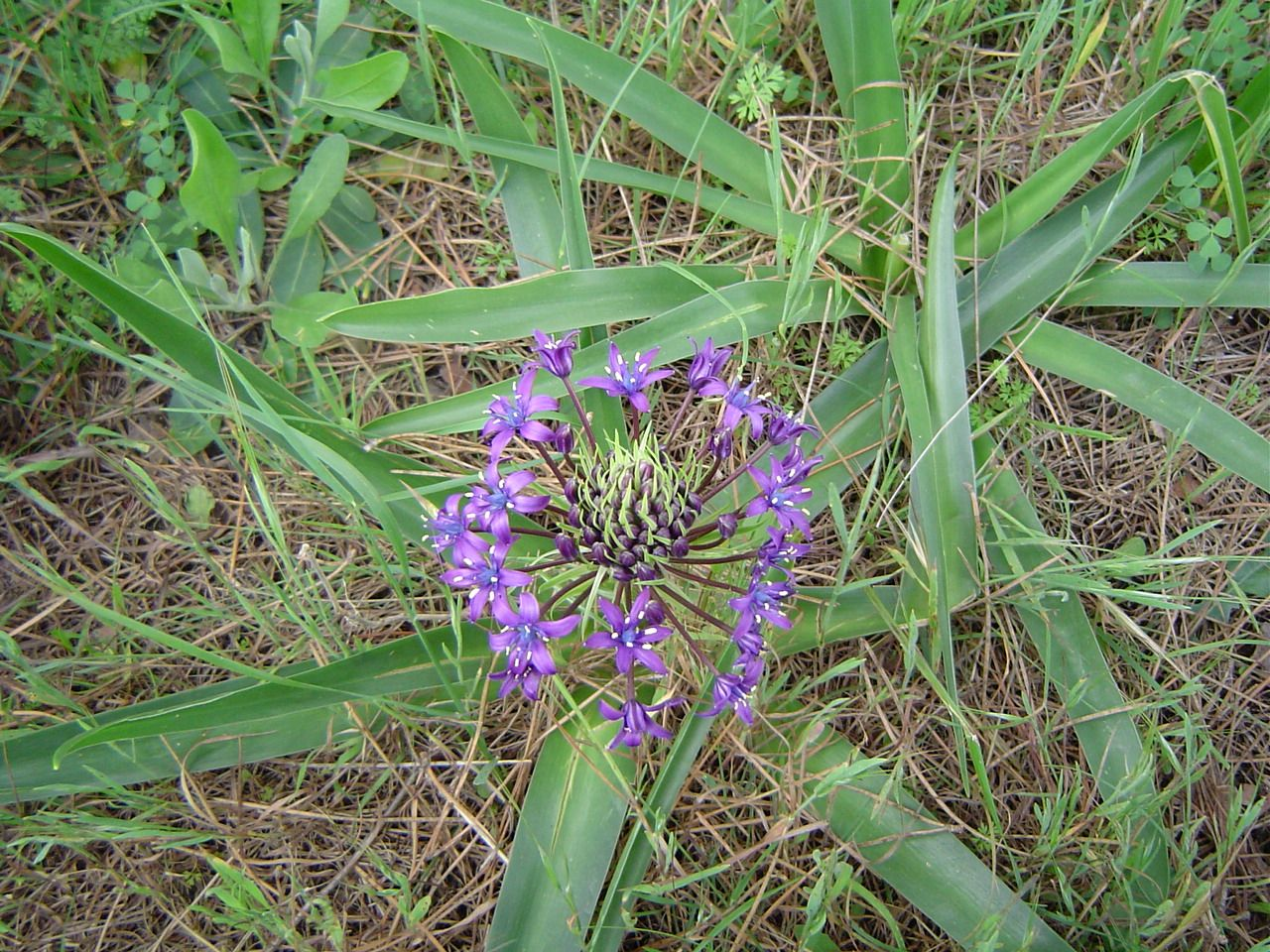
Vista de la planta

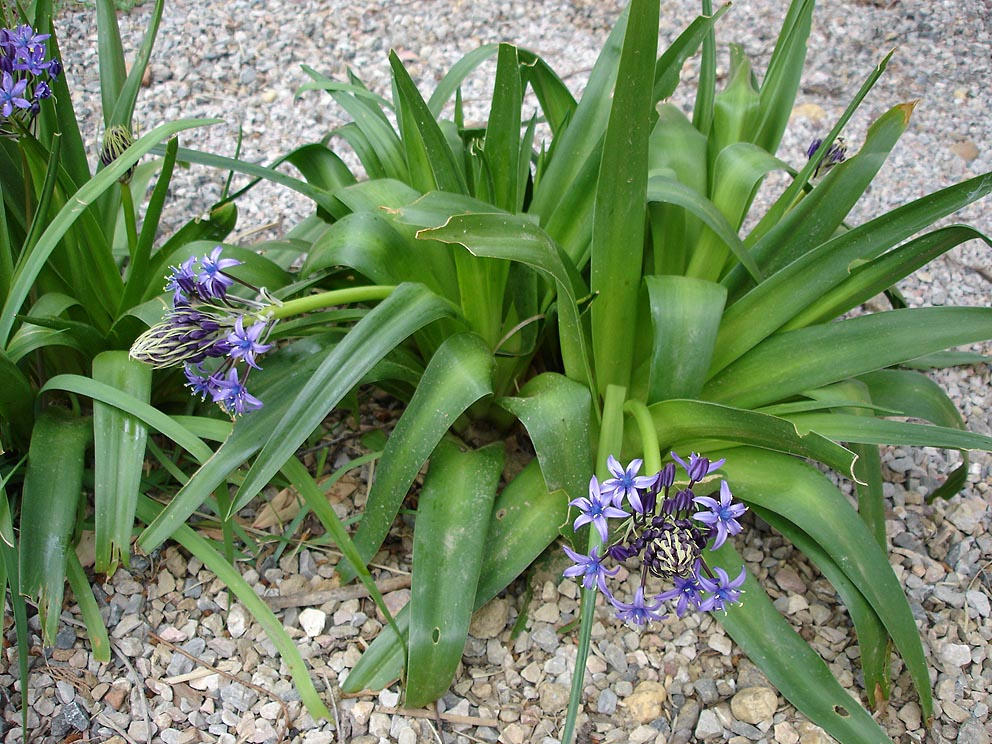
Vista de la planta

## Descripción
Es una planta herbácea perenne con un bulbo de 6-8 cm de color blanco con señales marrones. Las hojas son lanceoladas de hasta 60 cm de largo y 4 cm de ancho y con 5-15 hojas por planta. El tallo floral es de 15-40 cm de altura con un racimo piramidal denso con 40-100 flores, las flores son de color azul con seis pétalos.
Cultivada como planta ornamental por sus bellas flores. En algunos lugares la conocen como jacinto peruano, escila peruano o lirio cubano.

## Taxonomía
Scilla peruviana fue descrito por Carlos Linneo  y publicado en Species Plantarum 1: 309. 1753.
Citología
Número de cromosomas de Scilla peruviana (Fam. Liliaceae) y táxones infraespecíficos: 2n=16
Etimología
El epíteto específico peruviana es el resultado de una confusión, sobre el origen del espécimen, cuando fue descrita por Carlos Linneo en 1753.
Sinonimia
- Scilla   vivianii   Bertol.   [1855]
- Scilla sicula Tineo in Guss. [1844]
- Scilla hemisphaerica Boiss. [1842]
- Caloscilla venusta Jord. & Fourr. [1869]
- Caloscilla subcarnea Jord. & Fourr. [1869]
- Caloscilla subalbida Jord. & Fourr. [1869]
- Caloscilla pallidiflora Jord. & Fourr. [1869]
- Caloscilla livida Jord. & Fourr. [1869]
- Caloscilla hipponensis Jord. & Fourr. [1869]
- Caloscilla grandiflora Jord. & Fourr. [1869]
- Caloscilla flaveola Jord. & Fourr. [1869]
- Caloscilla elegans Jord. & Fourr. [1869]
- Caloscilla clusii Jord. & Fourr. [1869]
- Oncostema peruviana (L.) Speta [1987]
- Scilla stellaris Salisb. [1796]
- Scilla speciosa Samp. [1913]
- Bartsia peruvianum (L.) Salisb.[3]
- Basaltogeton peruvianum (L.) Salisb.
- Caloscilla hughii Jord. & Fourr.
- Hyacinthus peruvianus (L.) Vilm.
- Loncomelos purpureum Raf.
- Melomphis sicula Raf.
- Oncostema africana (Borzì & Mattei) Speta
- Oncostema cerulea (Raf.) Speta
- Oncostema cupanii (Guss.) Speta
- Oncostema elongata (Parl.) Speta
- Oncostema hughii (Tineo ex Guss.) Speta
- Oncostema sicula (Tineo ex Guss.) Speta
- Ornithogalum ceruleum Raf.
- Ornithogalum coeruleum Parl.
- Ornithogalum speciosum Raf.
- Scilla africana Borzì & Mattei
- Scilla candida Guss.
- Scilla cerulea (Raf.) Soldano
- Scilla ciliaris auct.
- Scilla clusiana Endl.
- Scilla clusii Parl.
- Scilla comata Hoffmanns.
- Scilla cupaniana Schult. & Schult.f.
- Scilla cupanii Guss.
- Scilla elongata Parl.
- Scilla filangeri Tineo ex Lojac.
- Scilla fistulosa Raf.
- Scilla hughii Tineo ex Guss.
- Scilla praebracteata Haw. ex G.Don
- Scilla pseudoperuviana Tineo ex Lojac.
- Scilla pubens Welw. ex Lindl.
- Scilla ughii Tineo ex Guss.[4][5]

## Nombres comunes
- Castellano: albarrana, almorrana, babas de perro, disciplinantes, flor de la corona, flor de la piña, jacinto azul estrellado, jacinto del Perú, jacinto estrellado, jacinto estrellado del Perú, jacinto portugués blanco, jacinto portugués ceniciento, jacinto portugués cárneo, mosquera sevillana.[6]